# Phare de Huntington Harbor
Le phare de Huntington Harbor (en anglais : Hintington Harbor Light), est un phare situé dans la baie de (Huntington)  sur la côte nord de Long Island, dans le comté de Suffolk (Grand New York-État de New York).
Il est inscrit au Registre national des lieux historiques depuis le 31 mars 1989 sous le n° 89000501 .

## Histoire
Le premier phare a été créé en 1857 et la tour actuelle, de style Beaux-Arts a été allumée pour la première fois en 1912. Le feu a été automatisé en 1949 et est toujours opérationnel. Sa base est en béton armé. En 1912, une lentille de Fresnel de cinquième ordre y fut installée.
En 1857, un phare a été construit sur la pointe de Lloyd's Neck pour aider les navires à trouver un abri à Lloyd Harbor contre le vent et les vagues qui entravent souvent la navigation dans le Long Island Sound. Ce premier phare, appelé Lloyd Harbor Light, n’a guère aidé les navires qui entraient dans le port de Huntington. En 1912, un nouveau phare a été construit pour desservir le port de Huntington.
La nouvelle structure était un phare unique, à la fois de conception et de construction. La base du phare a été construite à proximité sur terre, puis a flotté vers le site et a coulé.
Ce phare était occupé par des membres du service des phares des États-Unis de 1912 à 1939 et par la garde côtière des États-Unis depuis lors.
En 1949, la lumière fut entièrement automatisée. La détérioration du phare inoccupé a commencé et se poursuivit pendant près de deux décennies. À la suite d’une enquête effectuée en 1983, le phare a été jugé dangereux pour le personnel d’entretien et trop onéreux à réparer. La Garde côtière a envisagé de démolir le phare et d’ériger une tour en acier. En 1985, des citoyens de la région ont formé un groupe appelé «Save Huntington's Lighthouse» afin de préserver le phare de la démolition. Il est devenu le premier groupe privé du pays à prendre le relais et à restaurer un phare au large des côtes. Désormais connu sous le nom de Huntington Lighthouse Preservation Society, le groupe continue de recruter des bénévoles et de collecter des fonds pour les travaux de restauration et de préservation.

## Description
Le phare  est une tour cylindrique en béton  à claire-voie, avec galerie et lanterne de 13 m de haut, reliée à une maison de gardien en béton. La tour est en béton non peint et la lanterne est noire. La maison de gardien est maintenant une résidence privée.
Son feu isophase émet, à une hauteur focale de 12 m, un éclat blanc de trois secondes par période de 6 secondes. Sa portée est de 9 milles nautiques (environ 17 km).
Il est équipé d'une cloche de brouillard émettant une explosion de 2 secondes par période de 15 secondes.

## Caractéristiques dufeu maritime
Fréquence :  6 secondes (W)
- Lumière : 3 secondes
- Obscurité : 3 secondes

Identifiant : ARLHS : USA-445 ; USCG : 1-26530 - Admiralty : J0878 .

### Lien connexe
- Liste des phares de l'État de New York